# وزارة الثقافة (مصر)
وزارة الثقافة المصرية أنشأت سنة 1958 وهي الوزارة المسؤولة عن متابعة الأنشطة والأبنية الثقافية والمثقفين في جمهورية مصر العربية.

## رسالة وهدف الوزارة
ورثت مصر عن تاريخها تراكمًا ثقافيًا عبر حقب من التاريخ مثلتها حضارات متعاقبة الأمر الذي جعل مصر من أوائل الأقطار التي تُعنى بوجود وزارة الثقافة تكون مهمتها إكساب الشخصية المصرية تعريفًا بتاريخها وصيانة مقدرات هذا الوطن من تراثه ورعاية مكتسباته الإبداعية الناتجة عن عطاء أفراده وهذه الأهداف جميعها استوجبت وضع سياسة ثقافية ترتكز علي ثلاثة محاور أساسية هي:-
- الرؤية الشاملة لماهية الثقافة ودورها في المجتمع.
- السياسات النابعة من هذه الرؤية، والتي تحول الإطار الفلسفي إلى خطط تفصيلية.
- الخطط التنفيذية وهي الترجمة العملية للسياسة النظرية>

### الرؤية
وهي ترتكز في مصر على عدة عناصر مبدئية:-
- الثراء الثقافي الذي تحظى به مصر بين بلدان العالم.
- الدور المصري.. وهو دور قيادي استقته مصر من عدة مصادر هي التاريخ – الجغرافيا – البشر.
- ديمقراطية الثقافة: وهي أحد المكاسب الرئيسية للثقافة والتي لا تنفصل عن بقية عناصر الحياة التي عاشت هذه الديمقراطية بشكل حقيقي.
- الثقافة والمجتمع: إذ أن السياسة الثقافية لن تؤتى ثمارها ما لم نشارك جميعا مثقفون وأجهزة ثقافية – في تأكيد الانتماء للوطن، وفي دفع عجلة التنمية.الشاملة، خاصة وأن أي خطة للتنمية الاقتصادية والاجتماعية تظل قاعدتها هشة ما لم تستند إلى تنمية ثقافية جذرية.
- الشباب: وهم جنود الميدان الثقافي الحقيقيون. إذ أنهم يملكون الحاضر وهم وحدهم أيضا القادرون على صنع المستقبل.
- الأطفال: وهم الذين يستحقون كل الاهتمام، فهم لا يحتاجون فقط إلى الاستجابة لمتطلبات الحاضر العاجلة، وإنما كذلك إلى ضروريات المستقبل القريب والبعيد.

### السياسات
انطلاقًا من هذه الرؤية كان لابد لنا من اتباع السياسات التالية في عملنا الثقافي.
- التجديد والابتكار: خاصة وأن الفن يكمن جماله في أنه المتمرد الدائم على قواعده.
- اللامركزية: حيث أن مصر كانت تعاني دائمًا من تمركز العمل الثقافي في العاصمة حيث لا يصل إلى مدن مصر وقراها إلا القليل.
- التمويل: وهو العقبة الرئيسية التي تواجه العمل الثقافي خاصة في ظل الأوضاع الاقتصادية الصعبة. ولذا وجب البحث عن وسائل مبتكرة للتمويل من خلال التعاون مع رؤوس الأموال والمؤسسات الوطنية.
- تطوير المعاقل الثقافية وإضافة معاقل أخرى جديدة تضيء أرجاء مصر بحيوية الإبداع وتشكل حائط الصد الأول لأي تهديد ثقافي يستهدف شبابنا ومستقبلنا.
- التفاعل مع ثقافات العالم وذلك من خلال تبادل النشاط الثقافي والمشاركة الفعالة في الأحداث الدولية والانفتاح الثقافي على العالم، ووضع مصر في مكانها الريادي ثقافيا وحضاريًا.
- تم وضع تصور عام لاستراتيجية العمل الثقافي، وترك هامش لما تمليه ظروف التطبيق. وهذا الهامش هو الذي يعطي مذاقًا طازجًا روحيًا للعمل الثقافي، حيث تكون لديه المرونة الكافية للتعامل مع أية أوضاع جديدة تطرأ على المجتمع الذي تقدم فيه الخدمات الثقافية.
- إنها محاولة لترسيخ المعنى الحقيقي للثقافة من خلال إثراء وتدعيم عناصر التثقيف وانتشارها بإتباع سياسة الأواني المستطرقة بحيث لا يطغى عنصر ثقافي على الآخر ولا يزيد الفكر على الفن ولا الفن على سائر العناصر الأخرى.
- إننا نريد نشر الوعي بمفهوم الثقافة الحقيقي من أجل خلق شخصية ثقافية متعددة الأبعاد. ذلك أن الاعتماد على عنصر ثقافي واحد للتثقيف يعد خطأً جسيمًا، حيث كان ينظر إلى الكتاب على أنه المصدر الوحيد للثقافة، وهنا تكمن المشكلة التي تم التغلب عليها، رغم أهمية الكتاب ودوره الحيوي كمصدر رئيسى للثقافة.
- كان لابد للثقافة أن تأخذ دورها في هذه المرحلة، خاصة وأن ما نواجهه لا تكفي معه قصائد حماسية محفزة، ولا كتابات مرتفعة الصوت، وإنما ضرورة وحدة الشعب مع نظام الحكم من أجل تخطي العقبات التي تتطلب من الجميع التكاتف والعمل في شكل متناسق لا يشذ عن منظومته أحد.

### لخطط التنفيذية
وتعنى تطبيق عملي للسياسة الثقافية وهي:-
- إنجازات تم تنفيذها بالفعل.
- مشروعات في إطار التخطيط والإعداد.

## الهيئات والجهات التابعة لوزارة الثقافة
- المجلس الأعلى للثقافة
- الهيئة المصرية العامة للكتاب
- الهيئة العامة لقصور الثقافة
- الهيئة العامة لدار الكتب والوثائق القومية
- الهيئة العامة للمركز الثقافي القومي (دار الأوبرا المصرية)
- الجهاز القومي للتنسيق الحضاري
- اتحاد كتاب مصر
- المركز القومي للترجمة
- المركز القومي للسينما
- الأكاديمية المصرية للفنون بروما
- أكاديمية الفنون
- صندوق التنمية الثقافية
- قطاع الفنون التشكيلية
- جهاز الرقابة على المصنفات الفنية
- قطاع الإنتاج الثقافي
  - البيت الفني للفنون الشعبية والاستعراضية
    - السيرك القومي
    - مسرح البالون

  - البيت الفني للمسرح
    - المسرح القومي
    - المسرح الكوميدي
    - مسرح الطليعة
    - المسرح القومي للطفل
    - المسرح الحديث

  - المركز القومي للسينما
  - المركز القومي للمسرح
  - مكتبة القاهرة
  - مركز الهناجر للفنون.

## الشركات التابعة
- الشركة القابضة للاستثمار في المجالات الثقافية والسينمائية[1][2]

## أنشطة الوزارة

### أنشطة محلية
- المهرجان القومي للسينما المصرية
- مهرجان الموسيقى والغناء بقلعة قايتباي بالإسكندرية
- مهرجان الموسيقى والغناء بقلعة صلاح الدين (أغسطس)
- مهرجان فرق الأقاليم المسرحية
- المعرض القومي للفنون التشكيلية (قصر الفنون)
- صالون الشباب (قصر الفنون)
- مهرجان القراءة للجميع.

### أنشطة دولية
- مهرجان القاهرة الدولي للمسرح التجريبي (سبتمبر)
- مهرجان القاهرة السينمائي الدولي (نوفمبر ـ ديسمبر)
- مهرجان الإسكندرية السينمائي الدولي
- مهرجان الأقصر للأفلام التسجيلية والقصيرة
- معرض الإسكندرية الدولي للكتاب
- معرض بورسعيد الدولي للكتاب
- مهرجان القاهرة الدولي لسينما الطفل (مارس)
- مهرجان الأقصر لسينما المرأة
- مهرجان الإسماعيلية الدولي للأفلام التسجيلية والقصيرة (سبتمبر)
- مهرجان ومؤتمر الموسيقى العربية (نوفمبر)
- معرض القاهرة الدولي للكتاب (يناير)
- معرض القاهرة الدولي لكتب الأطفال (نوفمبر)
- بينالي القاهرة الدولي للفنون التشكيلية
- بينالي الإسكندرية لدول البحر المتوسط
- سمبوزيوم أسوان الدولي لفن النحت
- ترينالي مصر الدولي لفن الجرافيك
- ترينالي القاهرة الدولي لفن الخزف
- مهرجان الرقص المسرحي الحديث

### أنشطة ثقافية

#### جوائز الدولة
حرصًا من الدولة على تكريم أبنائها الذين قدموا عصارة فكرهم وجهدهم لوطنهم وتشجيعًا للإبداع وتقديرًا للمفكرين والمثقفين تم مضاعفة أعداد جوائز الدولة التقديرية والتشجيعية التي يمنحها المجلس الأعلى للثقافة في فروع الفنون والآداب والعلوم الاجتماعية وارتفعت قيمتها المادية كما أضيفت لها جوائز جديدة هي جائزة التفوق وجائزة النيل وتبلغ قيمة جوائز الدولة ما يلي:
1. جائزة الدولة التقديرية (قيمة كل جائزة خمسون ألف جنيه وميدالية ذهب)
2. جائزة الدولة التشجيعية (قيمة كل جائزة عشرة آلاف جنيه)
3. جائزة التفوق (قيمة كل جائزة خمسة وعشرون ألف جنيه وميدالية فضية)
4. جائزة النيل (قيمة كل جائزة مائة ألف جنيه).

#### مشروع التفرغ
1. يهدف نظام التفرغ إلى إثراء الحركة الثقافية وذلك بمنح المبدعين المتميزين منحة التفرغ للإبداع والابتكار بعيدًا عن العوائق المادية والاجتماعية التي تعترض طريقهم وتعوقهم عن الإبداع نظير مكافآت مالية شهرية تصرف لهم.
2. ويتم الإعلان عن منح التفرغ في الأول من مارس من كل عام ويشترط في من يتقدم لتلك المنح أن يكون مصري الجنسية وله نشاط ملموس في المجال المتقدم فيه ولم ينقطع عن الإنتاج والمشاركة النشطة وأن تكون أعماله الإبداعية على مستوى احترافى متقدم وأن يكون مقيمًا في جمهورية مصر العربية لا يغادرها بما لا يتجاوز أسبوعين خلال التفرغ إلا لما يقتضيه العمل في مشروع التفرغ وبموافقة اللجنة العليا للتفرغ.
3. ويتم تقويم الأعمال الإبداعية ومشروعات التفرغ للمتقدمين لمنحة التفرغ بواسطة لجان فنية متخصصة في كافة مجالات الإبداع وتقوم بترشيح من ترى اختياره للحصول على منحة التفرغ.

#### المشروع القومي للترجمة
في إطار ريادة مصر الثقافية وسعيها الدائم لنقل المعارف العالمية للقارئ العربي حرصت الوزارة على تنفيذ المشروع القومى للترجمة بهدف نقل النتاج الفكرى الحديث والمعاصر للغة العربية وترجمة الأعمال الإبداعية القديمة والحديثة والمعاصرة التي لم تترجم من قبل وترجمة الأساس من الكتب في مختلف المجالات من اللغات العالمية وحظي المشروع بتأييد الجميع وفق تخطيط دقيق، وقد صدر عنه حتى الآن من مختلف فروع المعرفة 630 عنوانًا.

#### أطلس سديد الأثري
استلمت وزارة الثقافة أطلس سديد الأثري من ألمانيا بحضور وزيرة الثقافة الدكتورة إيناس عبد الدايم ووزير الخارجية الألماني هايكو ماس في مؤتمر صحفي بألمانيا.

## الوزراء
في البداية كانت معظم أجهزتها متفرقة بين وزارات مختلفة أبرزها وزارة المعارف العمومية. ثم بدأ كيانها في التبلور دون اسمها حين تأسست وزارة الإرشاد القومي في أول عهد الثورة. واقترن اسم الوزارة بالإرشاد القومي في 1958، ثم استقلت نهائيًا عن أجهزة الإرشاد القومي في أكتوبر 1965.
- الدكتور ثروت عكاشة: في حكومة الوحدة الثانية كأول وزير للثقافة والإرشاد القومي (أكتوبر 1958 - عام 1961).
- الدكتور محمد عبد القادر حاتم وزيرًا للثقافة والإرشاد القومي عام 1962، ونائبًا لرئيس الوزارة للثقافة والإرشاد القومي ومشرفا على الإعلام ووزارة السياحة والآثار عام 1964.
- عام 1965 أصبح الدكتور محمد عبد القادر حاتم نائبا لرئيس الوزارء ووزيرًا للثقافة والإرشاد القومي والسياحي، وعين معه في هذه الوزارة الدكتور سليمان حزين وزيرًا للثقافة، والدكتور عزيز أحمد ياسين وزيرًا للسياحة والآثار، وأمين حامد هويدي وزيرًا للإرشاد القومي. وكانت هذه من المرات النادرة التي ضمت الوزارة فيها نائبًا لرئيس الوزارة وثلاثة وزراء لهذا القطاع.
- في عام 1966 تولى الدكتور ثروت عكاشة الوزارة وأصبح مسمى منصبه نائب رئيس الوزارء ووزيرًا للثقافة حيث بدأ الفصل بين وزارة الثقافة والإرشاد القومي.
- في يونيو 1967 عين ثروت عكاشة وزيرًا للثقافة فقط بعد أن كان نائبًا لرئيس الوزارء ووزيرًا للثقافة.
- تولى ثروت عكاشة وزارة الثقافة مرة أخرى وخلفه بدر الدين أبو غازي في نوفمبر 1970 حتى مايو 1971.
- في مايو 1971 عين الدكتور إسماعيل غانم وزيرًا للثقافة ثم تولى الدكتور عبد القادر حاتم نائب رئيس الوزارة وزارتي الثقافة والإعلام معًا عام 1971 حتى يناير 1972.
- مارس 1973 عين الأستاذ يوسف السباعي وزيرًا للثقافة واحتفظ بمنصبه حتى عام 1975 ولمدة ثلاث سنوات متصلة.
- مارس 1976 جمع كل من الدكتور جمال العطيفي (مارس 1976- فبراير 1977) وخلفه عبد المنعم الصاوي (1977-1978) بين وزارتي الثقافة والإعلام فلم يتوليا إحداهما بدون الأخرى.
- عام 1978 تم ضم وزارة الثقافة إلى وزارة التعليم والبحث العلمي وتولى هذه الوزارات الثلاث الدكتور حسن إسماعيل.
- في يونيو 1979 أسند الإشراف على وزارتي الثقافة والإعلام إلى الوزير منصور حسن وزير رئاسة الجمهورية، وبذلك كان منصور حسن خامس وزير يجمع الوزارتين بعد كل من حاتم والسباعي والعطيفي والصاوي ويعد آخر من جمع بين هاتين الوزارتين حتى الآن.
- في مايو 1980 عين منصور حسن وزيرًا للدولة للثقافة والإعلام، ثم وزيرًا للرئاسة والثقافة والإعلام في يناير 1981.
- في سبتمبر 1981 أسندت الثقافة (فقط) إلى الأستاذ محمد عبد الحميد رضوان الذي احتفظ بهذا المنصب فيما بين سبتمبر 1981 وسبتمبر 1985.
- في سبتمبر 1985 أسند المنصب إلى الدكتور أحمد هيكل الذي احتفظ به حتى عام 1987.
- في أكتوبر 1987 تولى فاروق حسني منصب وزير للثقافة ليكون صاحب أطول مدة في تولي هذا المنصب حتى يناير 2011.[5]
- في 31 يناير 2011 تولى الدكتور جابر عصفور منصب وزير للثقافة.
- في 10 فبراير 2011 تولى محمد عبد المنعم الصاوي منصب وزير للثقافة.
- وفي 5 مارس 2011 تولى الدكتور عماد أبو غازي منصب وزير الثقافة.
- وفي السابع من شهر ديسمبر 2011 تولى الدكتور شاكر عبد الحميد منصب وزير الثقافة.
- وفي 29 مايو 2012 تولى الدكتور محمد صابر عرب منصب وزير الثقافة.
- وبعد أن تقدم الدكتور محمد صابر عرب باستقالته، قرر كمال الجنزوري تفويض الأستاذ الدكتور محمد إبراهيم علي- وزير الآثار - للقيام بأعمال وزير الثقافة.
- في 2 أغسطس 2012 تولى الدكتور محمد صابر عرب منصب وزارة الثقافة مرةً أخرى في حكومة هشام قنديل.
- في 6 مايو 2013 تولى الدكتور علاء عبد العزيز منصب وزارة الثقافة.
- وفي 16 يوليو 2013 تولى الدكتور محمد صابر عرب حقيبة الوزارة مرة أخرى في حكومة حازم الببلاوي حتى يوليو 2014.
- قي السابع عشر من يوليو 2014 تولى الدكتور جابر عصفور حقيبة الوزارة مرة أخرى في حكومة إبراهيم محلب الثانية حتى مارس 2015.
- في 5 مارس 2015 تولى الدكتور عبد الواحد النبوي منصب وزير الثقافة في حكومة إبراهيم محلب الثانية حتى سبتمبر 2015.
- تولى الكاتب الصحفي حلمي النمنم منصب وزارة الثقافة في سبتمبر 2015 وحتى يناير 2018 في حكومة شريف إسماعيل.
- في يناير 2018 تولت الدكتورة إيناس عبد الدايم منصب وزير الثقافة في حكومة شريف إسماعيل كأول سيدة تتقلد حقيبة الوزارة حتى 14 أغسطس 2022.
- في أغسطس 2022 تولت الدكتورة نيفين الكيلاني منصب وزيرة الثقافة في حكومة مصطفى مدبولي

## وصلات خارجية
- الموقع الرسمي